# البرو باژو
البرو باژو (به اسپانیایی: Albero Bajo) یک شهرستان در اسپانیا است که در استان هوئسکا واقع شده‌است.